# Международная комиссия по зоологической номенклатуре
Международная комиссия по зоологической номенклатуре (International Commission on Zoological Nomenclature, ICZN) — научная организация зоологов-систематиков и таксономистов, созданная в 1895 году для упорядочения правил научного именования животных (правила таксономии).

## История
Сегодня научная литература содержит описания примерно миллиона видов животных. Кроме того, ежегодно зоологи открывают и описывают более 2000 новых родов и 15 000 новых для науки видов. Для избежания хаоса в их наименовании была необходима  международная организация для выработки общих правил.
Международная комиссия по зоологической номенклатуре была создана на третьем международном зоологическом конгрессе в Лейдене (1895 год), с целью «достижения стабильности и смысла в научном поименовании животных» («achieving stability and sense in the scientific naming of animals»). Она функционирует по сей день. Благодаря деятельности первой международной комиссии были разработаны международные правила зоологической номенклатуры, принятые в 1901 году и официально опубликованные в 1905 году на трех языках: немецком, английском и французском. Их последующие издания, начиная с первого, вышедшего в 1961 году, известны под именем Международных кодексов зоологической номенклатуры. Второе издание вышло в 1964 году, третье — в 1985 году. C 1 января 2000 года действуют правила, принятые в 1999 году в 4-м издании Кодекса.

## Состав
В настоящее время в состав Международной комиссии по зоологической номенклатуре входят 25—28 членов из 20 стран, главным образом практикующие таксономисты-зоологи. Работа Комиссии поддерживается небольшим Секретариатом, базирующимся в Лондоне при Музее естественной истории (Natural History Museum, London) и финансируется Международным трестом зоологической номенклатуры (International Trust for Zoological Nomenclature, ITZN).
Кроме издания Кодексов, комиссия действует в качестве судьи, в спорных случаях вынося свои решения по поданным запросам зоологов. Эти решения публикуются в ежемесячном бюллетене Bulletin of Zoological Nomenclature.
Члены комиссии избираются Секцией зоологической номенклатуры, которая работает под эгидой Международного союза биологических наук (International Union of Biological Sciences, IUBS). Её члены избираются анонимно зоологами в течение Генеральных Ассамблей IUBS во время некоторых международных конгрессов. Обычный срок службы члена комиссии составляет 6 лет. Члены могут быть переизбраны на срок до трёх полных шестилетних сроков подряд. После 18 лет непрерывной выборной службы назначается перерыв не менее чем на 3 года, прежде чем член сможет снова баллотироваться на выборах.

## Bulletin of Zoological Nomenclature
Комиссия ежемесячно издаёт в Лондоне бюллетень Bulletin of Zoological Nomenclature (официальный орган комиссии, ISSN: 0007-5167), в котором публикует все свои решения, в том числе спорного таксономического характера, а также по сохранению или отмене тех или иных научных валидных или невалидных названий. Все выпуски с первого тома, вышедшего в 1943 году (vol. 1), до 64-го тома, опубликованного в 2007 году (vol. 64) включительно доступны в Biodiversity Heritage Library. Начиная с 2017 года бюллетень стал онлайновым интернет-журналом на платформе BioOne, начиная с тома 65 (2008).